# Autômato finito determinístico

Um exemplo de autômato finito determinístico que aceita apenas números binários múltiplos de 3. O estado S_{0} é tanto o estado de início quanto um estado de aceitação.

Na Teoria dos autômatos, um sub-tópico da Ciência da computação teórica, um autômato finito determinístico — também chamado máquina de estados finita determinística (AFD) — é uma Máquina de estados finita que aceita ou rejeita cadeias de símbolos gerando um único ramo de computação para cada cadeia de entrada. "Determinística" refere-se à unicidade do processamento.
O primeiro conceito similar ao de autômatos finitos foi apresentado por McCulloch e Pitts em 1943. Modelo esse que foi produzido na busca por estruturas mais simples para a reprodução de máquinas de estado finitas.
A figura à direita representa um autômato finito determinístico através de um Diagrama de transição de estados. Nesse autômato há três estados: S0, S1 e S2 (representados graficamente por círculos). A entrada é constituída por uma sequência finita de caracteres 1s e 0s. Para cada estado da máquina, existe um arco de transição levando a um outro estado para ambos caracteres 0 e 1. Isso significa que, em um dado estado, após a leitura de cada símbolo a máquina determinística transita para um único estado referente à aresta associada ao símbolo.
Por exemplo, esteja o autômato atualmente no estado S0 e o símbolo de entrada para aquela instância um '1', então ele salta deterministicamente para o estado S1.
Todo AFD possui um estado inicial (denotado graficamente por uma seta de origem anônima) onde a sua computação começa e um conjunto de estados de aceitação (denotados graficamente por um círculo de borda dupla) o qual indica a aceitação da cadeia de entrada.
Um Autômato finito determinístico é normalmente definido como um conceito matemático abstrato, mas devido à seu fator determinístico, ele pode ser implementado através de Hardware e Software para resolver diversos problemas específicos. Por instância, AFDs são utilizados para modelar softwares que validam entradas de usuário tal como o seu e-mail em um servidor de correio eletrônico.

AFDs reconhecem exatamente o conjunto de Linguagens Regulares que são, dentre outras coisas, úteis para a realização de Análise léxica e reconhecimento de padrões.
Uma AFD pode ser construído a partir de um Autômato finito não determinístico através de uma Construção do conjunto das partes.

## Definição Formal
Um Autômato Finito Determinístico A é uma 5-tuple (ou quíntupla), (Q, Σ, δ, q0, F) consistindo de:
- um conjunto finito de símbolos de entrada chamado Alfabeto (Σ)
- um conjunto finito de estados (Q)
- uma função de transição (δ : Q × Σ → Q)
- um estado inicial (q0 ∈ Q) e
- um conjunto de estados de aceitação (F ⊆ Q)

Seja w = a1a2 ... an uma cadeia de símbolos sobre o alfabeto Σ, O autômato M aceita a cadeia w se somente se existe uma sequência de estados, r0,r1, ..., rn, em Q com as seguintes condições:
1. r0 = q0
2. ri+1 = δ(ri, ai+1), para i = 0, ..., n−1
3. rn ∈ F.

Em outras palavras, a primeira condição afirma que a máquina se inicia no estado inicial q0. A segunda condição diz que, dado cada símbolo da entrada w, a máquina transita de estado em estado de acordo com a função de transição δ. A terceira e última condição diz que a máquina aceita w se somente se o último símbolo da entrada leva o autômato a parar em um estado f tal que f ∈ F. Caso contrário, diz-se que a máquina rejeita a entrada. O conjunto de cadeias que M aceita é chamado Linguagem reconhecida por M e é simbolicamente representado por L(M).
Um autômato finito determinístico que não possui estado inicial ou estados de aceitação é conhecido como um Sistema de Transições ou Semiautômato.
Para uma melhor compreensão introdutória à definição formal de autômatos, veja Teoria dos autômatos.
Utilizado para reconhecer uma sequencia de caracteres.

## Exemplo
O exemplo a seguir representa um AFD M, com um alfabeto binário, que requer que sua entrada contenha um número par de 0s.
M = (Q, Σ, δ, q0, F) onde
- Q = {S1, S2},
- Σ = {0, 1},
- q0 = S1,
- F = {S1}, e

O diagrama de estados para M

- δ é definido da pela seguinte Tabela de transição de estados:

|    | 0  | 1  |
| S1 | S2 | S1 |
| S2 | S1 | S2 |
O estado S1 indica que houve um número par de ocorrências do símbolo 0 até então na entrada, enquanto que S2 significa que esse valor foi impar. Um 1 na entrada não altera o estado atual do autômato. Quando a entrada é completamente lida, o estado atual vai indicar se a cadeia de entrada possui um número par de 0s ou não. Caso a cadeia possua de fato uma quantidade par, M vai encerrar-se no estado S1, um estado de aceitação, tal que a entrada vai ser aceita. Caso contrário, se o autômato encontrar-se no estado S2, a máquina rejeita a cadeia.
A linguagem reconhecida por M é a Linguagem regular dada pela Expressão regular 1*( 0 (1*) 0 (1*) )*, tal que "*" é uma Kleene star, e.g., 1* indica que há "zero ou mais" ocorrências de 1s nesse trecho da expressão.

### Máquina de estados finitos determinística
Uma máquina de estados finita determinística ou autômato finito determinístico (AFD) é uma máquina de estados finitos onde, dado uma configuração e um símbolo da cadeia de entrada existe somente um estado para o qual a máquina pode transitar. Em outras palavras, em um AFD, o estado sucessor é definido unicamente pelo seu estado atual e pela condição de transição.

## Propriedades de fechamento
AFDs são fechadas sob as seguintes operações (o que implica que se uma linguagem for obtida através da aplicação de uma dessas funções sobre uma ou mais linguagens, existe uma AFD que reconhece a linguagem resultante):
- União
- Interseção
- Concatenação
- Negação
- Estrela
- Quociente
- Substituição
- Homomorfismo

Sendo AFDs equivalentes a Autômatos finitos não determinísticos (AFN), essas operações de fechamento podem ser provadas através do uso das propriedades dos AFNs.

## Modos de Geração e Aceitação
Uma AFD que representa uma dada linguagem regular pode ser usada tanto em um modo de aceitação para validar que uma cadeia de entrada pertence a uma linguagem L como em Modo de geração para gerar uma lista de todas as linguagens que pertencem a L.
No modo de aceitação, o autômato processa uma cadeia de entrada do caractere mais à esquerda ao mais à direita, lendo um símbolo por vez. A computação da entrada se inicia no estado inicial e continua ao ler-se o primeiro símbolo da cadeia de entrada, seguindo o estado de transição que corresponde àquele símbolo (de acordo com a função de transição do autômato). O sistema segue as transições até que todos os símbolos da entrada tenham sido lidos, o que indica o final da computação. Se após o processamento da entrada a máquina encontrar-se em um estado de aceitação, a cadeia é aceita e diz-se que ela pertence a L. Ao contrário, a cadeia não pertence a L e diz-se que ela foi rejeitada pelo autômato.
O modo de geração (criação) é similar, exceto que, em vez de validar uma cadeia de entrada, seu objetivo é produzir uma lista de todas as cadeias de caracteres dentro da linguagem. Em vez de seguir uma única transição de cada estado, o modo de criação segue todas elas. Na prática, isso pode ser alcançado por um paralelismo maciço (fazer com que o programa se ramifique em dois ou mais processos cada vez que este se deparar com uma decisão) ou então por Recursão. Como antes, a computação começa no estado inicial e procede a seguir cada transição disponível, sem perder de vista que processos foram tomados. Toda vez que o autômato se encontra em um estado de aceitação este sabe que a sequência de processos tomada forma uma cadeia de caracteres válida na linguagem e adiciona essa cadeia na lista que o programa está gerando. Se a linguagem que o automato descreve é infinita (exemplo: contém um número infinito de cadeias, como: “todas as cadeias binárias com um número ímpar de zeros”), então a computação nunca irá parar. Sabendo-se que linguagens regulares, em geral, são infinitas, autômatos no modo de criação tendem a ser muitas vezes uma construção teórica.

## Equivalência com Expressões Regulares
Expressões regulares e autômatos finitos determinísticos (AFD) são equivalentes em poder de descrição. Ambas representações descrevem exatamente a classe de linguagens regulares. É possível, a partir de um autômato finito determinístico, obter a expressão regular que o autômato descreve.
De forma a provar a equivalência entre AFDs e expressões regulares, é preciso demonstrar que é possível converter um AFD em uma expressão regular e que também é possível converter uma expressão regular em um AFD.
O procedimento que converte autômatos finitos determinísticos utiliza outro tipo de autômato, denominado autômato finito não determinístico generalizado. O procedimento é constituído em duas etapas, a conversão de autômato finito determinístico para um autômato finito não determinístico generalizado (AFNG), e enfim, de um AFNG para uma expressão regular. Um AFNG é extremamente semelhante a um autômato finito não determinístico (AFN), no entanto, a diferença consiste principalmente em que o AFNG é capaz de ler blocos de símbolos de entrada, ao invés de apenas um único símbolo de entrada. A função de transição de um AFNG caracteriza-se da seguinte forma:
{\displaystyle \delta :(Q-\{q_{aceita}\})\times (Q-\{q_{inicio}\})\rightarrow R}
De tal forma que:
- {\displaystyle Q} é o conjunto de estados;
- {\displaystyle q_{aceita},q_{inicio}} são estados de aceitação e iniciais, respectivamente
- {\displaystyle R} é a coleção de todas as expressões regulares sobre o alfabeto {\displaystyle \Sigma } do AFNG.

### Conversão de AFD para expressão regular
O procedimento de conversão de um AFD em uma expressão regular consiste em duas etapas; 1. converter o AFD em um AFNG, e em seguida; 2. converter o AFNG em uma expressão regular.
```
Conversão AFD -> AFNG

Adicione um novo estado inicial com uma transição epsilon para o estado inicial original
Adicione um novo estado de aceitação
Para cada estado de aceitação antigo:
     Adicione uma transição epsilon desse estado ao novo estado de aceitação
Se quaisquer setas têm múltiplos rótulos
     Substitua cada uma dessas setas por uma única seta cujo rótulo é a união dos rótulos anteriores
Se não há setas entre qualquer par de estados
     Adicione uma seta com rótulo vazio entre esse par de estados

```

Esse procedimento transforma um AFD de {\displaystyle q} estados em um AFNG de {\displaystyle q+2} estados, de forma que a mesma linguagem L é descrita por ambos autômatos, sendo assim os AFDs e AFNGs equivalentes em poder de descrição. Uma vez que o AFNG encontra-se nesse formato, podemos prosseguir com o procedimento recursivo que converte um AFNG em uma expressão regular.

### Conversão de expressão regular para AFD
Para concluir a prova de que expressões regulares e AFDs descrevem a mesma classe de linguagens (as linguagens regulares), uma vez  mostrado que um AFD pode ser convertido em uma expressão regular, agora é mostrado que uma expressão regular pode ser convertida em um AFD. Fazemos isso convertendo uma expressão regular qualquer para um autômato finito não determinístico (AFN), uma vez que esse tipo de autômato também reconhece a classe de linguagens regulares (e por sua vez, descreve a mesma classe que os AFDs).
Seja uma expressão regular {\displaystyle R} que descreve uma determinada linguagem {\displaystyle L}. Descrevemos seis casos a serem tratados na conversão para um autômato determinístico.
Caso 1: {\displaystyle R=a} para algum {\displaystyle a\in \Sigma }.
Então, {\displaystyle L(R)=a}. Descrevemos formalmente o seguinte AFN {\displaystyle N} tal que {\displaystyle L(N)=R}:
{\displaystyle N=(\{q_{1},q_{2}\},\Sigma ,\delta ,q_{1},\{q_{2}\})}, de forma que a função de transição é descrita com as transições: {\displaystyle \delta (q_{1},a)=\{q_{2}\}} e {\displaystyle \delta (r,b)=\emptyset } para {\displaystyle r\neq q_{1}} ou {\displaystyle b\neq a}.
Caso 2: {\displaystyle R=\epsilon }
Então, {\displaystyle L(R)=\{\epsilon \}}. Seja então a descrição formal do AFN {\displaystyle N} que reconhece essa expressão regular:
{\displaystyle N=(\{q_{1}\},\Sigma ,\delta ,q_{1},\{q_{2}\})} tal que {\displaystyle \delta (r,b)=\emptyset } para qualquer {\displaystyle r,b}.
Caso 3: {\displaystyle R=\emptyset }.
Então, {\displaystyle L(R)=\emptyset }. Seja então a descrição formal do AFN {\displaystyle N} que reconhece essa expressão regular:
{\displaystyle N=(\{q_{1}\},\Sigma ,\delta ,q_{1},\emptyset )} tal que {\displaystyle \delta (r,b)=\emptyset } para qualquer {\displaystyle r,b}.
Caso 4: {\displaystyle R=R_{1}\cup R_{2}}
Sejam os AFN {\displaystyle N_{1}=(Q_{1},\Sigma ,\delta _{1},q_{1},F_{1})} e {\displaystyle N_{2}=(Q_{2},\Sigma ,\delta _{2},q_{2},F_{2})} que reconhecem respectivamente as linguagens descritas por {\displaystyle R_{1}} e {\displaystyle R_{2}}. O seguinte AFN {\displaystyle N=(Q,\Sigma ,\delta ,q_{0},F)} reconhece {\displaystyle R_{1}\cup R_{2}}:
- {\displaystyle Q=\{q_{0}\}\cup Q_{1}\cup Q_{2}}
- {\displaystyle F=F_{1}\cup F_{2}}
- {\displaystyle \delta ={\begin{cases}\delta _{1}(q,a)&q\in Q_{1}\\\delta _{2}(q,a)&q\in Q_{2}\\\{q_{1},q_{2}\}&q=q_{0}\wedge a=\epsilon \\\emptyset &q=q_{0}\wedge a\neq \epsilon \end{cases}}}

Os estados de {\displaystyle N} são compostos de todos os estados que estão contidos no conjunto de estados de {\displaystyle N_{2}} ou {\displaystyle N_{1}} em adição de um novo estado inicial denominado {\displaystyle q_{0}}. Além disso, os estados de aceitação de {\displaystyle N} são todos os estados de aceitação de {\displaystyle N_{2}} ou {\displaystyle N_{1}}, de forma que {\displaystyle N} aceita uma cadeia que pertença tanto à linguagem descrita por {\displaystyle N_{1}} como {\displaystyle N_{2}}. Essa construção também é a prova de que as linguagens regulares são fechadas sob a operação de união.
Caso 5: {\displaystyle R=R_{1}\circ R_{2}}
Sejam os AFN {\displaystyle N_{1}=(Q_{1},\Sigma ,\delta _{1},q_{1},F_{1})} e {\displaystyle N_{2}=(Q_{2},\Sigma ,\delta _{2},q_{2},F_{2})} que reconhecem respectivamente as linguagens descritas por {\displaystyle R_{1}} e {\displaystyle R_{2}}. O seguinte AFN {\displaystyle N=(Q,\Sigma ,\delta ,q_{1},F_{2})} reconhece {\displaystyle R_{1}\circ R_{2}}:
- {\displaystyle Q=Q_{1}\cup Q_{2}}
- {\displaystyle \delta ={\begin{cases}\delta _{1}(q,a)&q\in Q_{1}\wedge q\notin F_{1}\\\delta _{1}(q,a)&q\in F_{1}\wedge a\neq \epsilon \\\delta _{1}(q,a)\cup \{q_{2}\}&q\in F_{1}\wedge a=\epsilon \\\delta _{2}(q,a)&q\in Q_{2}\end{cases}}}

O estado inicial de {\displaystyle N} é o estado inicial de {\displaystyle N_{1}}. Os estados de {\displaystyle N} são compostos de todos os estados que estão contidos no conjunto de estados de {\displaystyle N_{2}} ou {\displaystyle N_{1}}. Além disso, os estados de aceitação de {\displaystyle N} são apenas os estados de aceitação de {\displaystyle N_{2}}. Esse autômato construído aceita as cadeias que possam ser divididas em duas partes de forma que a primeira parte seja aceita por {\displaystyle N_{1}} e a segunda por {\displaystyle N_{2}}. Essa construção também é a prova de que as linguagens regulares são fechadas sob a operação de concatenação.
Caso 6: {\displaystyle R=R_{1}^{*}}
Seja o AFN {\displaystyle N_{1}=(Q_{1},\Sigma ,\delta _{1},q_{1}=0,F_{1})} que reconhece a linguagem descrita por {\displaystyle R_{1}}. O seguinte AFN {\displaystyle N=(Q,\Sigma ,\delta ,q,F)} reconhece {\displaystyle R_{1}^{*}}:
- {\displaystyle Q=\{q_{0}\}\cup Q_{1}}
- {\displaystyle F=F_{1}\cup \{q_{0}\}}
- {\displaystyle \delta ={\begin{cases}\delta _{1}(q,a)&q\notin F_{1}\wedge q\in Q_{1}\\\delta _{1}(q,a)&q\in F_{1}\wedge a\neq \epsilon \\\delta _{1}(q,a)\cup \{q_{1}\}&q\in F_{1}\wedge a=\epsilon \\\{q_{1}\}&q=q_{0}\wedge a=\epsilon \\\emptyset &q=q_{0}\wedge a\neq \epsilon \end{cases}}}

Os estados de aceitação de {\displaystyle N} são todos os estados de aceitação de {\displaystyle N_{1}} com adição do novo estado inicial {\displaystyle q_{0}}. Essa construção também é a prova de que as linguagens regulares são fechadas sob a operação do fecho de Kleene (ou estrela).
Uma vez que é possível construir um autômato finito não determinístico a partir de uma determinada expressão regular, é possível convertê-lo em um autômato finito determinístico correspondente, de forma que a expressão regular é convertida num AFD. Dessa forma é concluída a prova de que expressões regulares e AFDs são equivalentes em poder de descrição uma vez que é possível obter a expressão regular a partir do AFD e vice-versa.

## Vantagens e Desvantagens
AFDs são equivalentes em poder de expressão a Autômatos finitos não determinísticos (NFDs). Isso se dá porque, primeiramente qualquer AFD é também um AFN, então AFNs podem expressar o que AFDs expressam. Além disso, dado um AFN, através de uma Construção do conjunto das partes é possível construir um AFD que reconhece a mesma linguagem que um determinado AFN, apesar de o AFD poder precisar de um número muito maior de estados que o AFN (mais precisamente, o número de estados de um AFD construído a partir de um AFN equivale ao conjunto das partes dos estados do AFN que o gerou).
Por outro lado, autômatos de estado finito de potência são estritamente limitados nas linguagens que podem reconhecer. Muitas linguagens simples, incluindo qualquer problema que requeira mais que espaço constante para resolver, não podem ser reconhecidos por um AFD. O exemplo clássico de uma linguagem simplesmente descrita que nenhum AFD reconhece é a linguagem de colchetes, ou seja, linguagem que consiste em colchetes devidamente emparelhados como a palavra "(()())". Nenhum DFA pode reconhecer a linguagem de colchetes porque não há um limite para a recursividade, ou seja, sempre se pode incorporar outro par de suportes dentro. Seria necessária uma quantidade infinita de estados para reconhecê-la. Outro exemplo mais simples é a linguagem consistindo de cadeias de símbolos da forma anbn— um número finito de a's, seguido por um número igual de b's.